# Civitella Messer Raimondo
Civitella Messer Raimondo es una localidad de 970 habitantes en la provincia de Chieti: forma parte de la Comunità Montana Aventino-Medio Sangro.

## Evolución demográfica
| Gráfica de evolución demográfica de Civitella Messer Raimondo entre 1861 y 2001 |
|                                                                                 |
| Fuente ISTAT - elaboración gráfica de Wikipedia                                 |

- Datos: Q51207
- Multimedia: Civitella Messer Raimondo / Q51207

1. ↑  Worldpostalcodes.org, código postal n.º 66010.
2. ↑  «Codici Catastali». Comuni-italiani.it (en italiano). Consultado el 29 de abril de 2017.